# Samuel Wowoah
Samuel Kwicompae Wowoah (Lindesberg, 17 giugno 1976) è un allenatore di calcio ed ex calciatore svedese naturalizzato liberiano, di ruolo difensore, centrocampista o attaccante, tecnico del Karlslunds IF.

## Caratteristiche tecniche
Durante la sua carriera è stato utilizzato in più ruoli. Oltre ad essere stato un terzino sinistro che non disdegnava la fase offensiva, ha giocato anche da centrocampista e da attaccante.

## Carriera

### Club
Wowoah cominciò la carriera con la maglia dell'Örebro nel campionato di Allsvenskan, per poi passare all'Hertzöga BK nella seconda serie nazionale (1997) e successivamente al Motala, sempre in seconda serie (1998).
In vista della stagione 1999 si trasferì al Djurgården, squadra che al termine di quell'anno retrocesse in Superettan. Nel 2000 il club conquistò immediatamente la promozione in Allsvenskan anche grazie alle sue 11 reti, che lo resero il miglior marcatore stagionale del Djurgården.
Wowoah iniziò il campionato 2001 all'Halmstad, formazione campione di Svezia in carica, in cui però non ebbe una stagione particolarmente positiva. Complice il poco spazio a disposizione ad Halmstad, nel corso del campionato 2002 il giocatore fece ritorno dunque al Djurgården, dove tornò ad essere schierato in attacco.
La stagione 2004 la disputò in prestito in Norvegia, allo Stabæk. Esordì nella Tippeligaen il 12 aprile 2004, sostituendo Stian Ohr nella sconfitta per 2-0 in casa dell'Odd Grenland. Il 23 maggio segnò la prima rete norvegese, nel successo per 0-2 sul Fredrikstad.
Nel marzo del 2005 diventò un giocatore dell'IFK Göteborg, a seguito della firma di un contratto di un anno con opzione per un'annata ulteriore. Le sue stagioni con i biancoblu furono effettivamente due, poi ebbe una breve esperienza con i ciprioti dell'Enosis Neon Paralimni.
Tornò a giocare in Svezia nel 2008 con l'ingaggio da parte dell'Örebro. Rimase per 6 stagioni, le sue ultime da professionista,
Nel 2014 scese a giocare nella quarta serie nazionale con il Karlslunds IF, ma a partire dal successivo mese di giugno assunse anche il ruolo di capo allenatore del club, oltre a quello di giocatore. Sebbene le sue ultime partite da giocatore risalgano al 2015, negli anni a seguire egli rimase nel club mantenendo il ruolo di capo allenatore.

## Palmarès

### Giocatore

#### Competizioni nazionali
- Campionato svedese: 2

Djurgården: 2002, 2003
- Coppa di Svezia: 2

Djurgården: 2002, 2004
- Superettan: 1

Djurgården: 2000